# Bryobia artemisiae
Bryobia artemisiae är en spindeldjursart som beskrevs av Bagdasarian 1951. Bryobia artemisiae ingår i släktet Bryobia och familjen Tetranychidae. Inga underarter finns listade.